# Mecànica quàntica estocàstica
La mecànica estocàstica és un marc per descriure la dinàmica de partícules que estan sotmeses a processos aleatoris intrínsecs, així com a diverses forces externes. El marc proporciona una derivació de les equacions de difusió associades a aquestes partícules estocàstiques. És més conegut per la seva derivació de l'equació de Schrödinger com l'equació de Kolmogorov per a un cert tipus de difusió conservadora (o unitària),   i per a aquest propòsit també es coneix com a mecànica quàntica estocàstica.

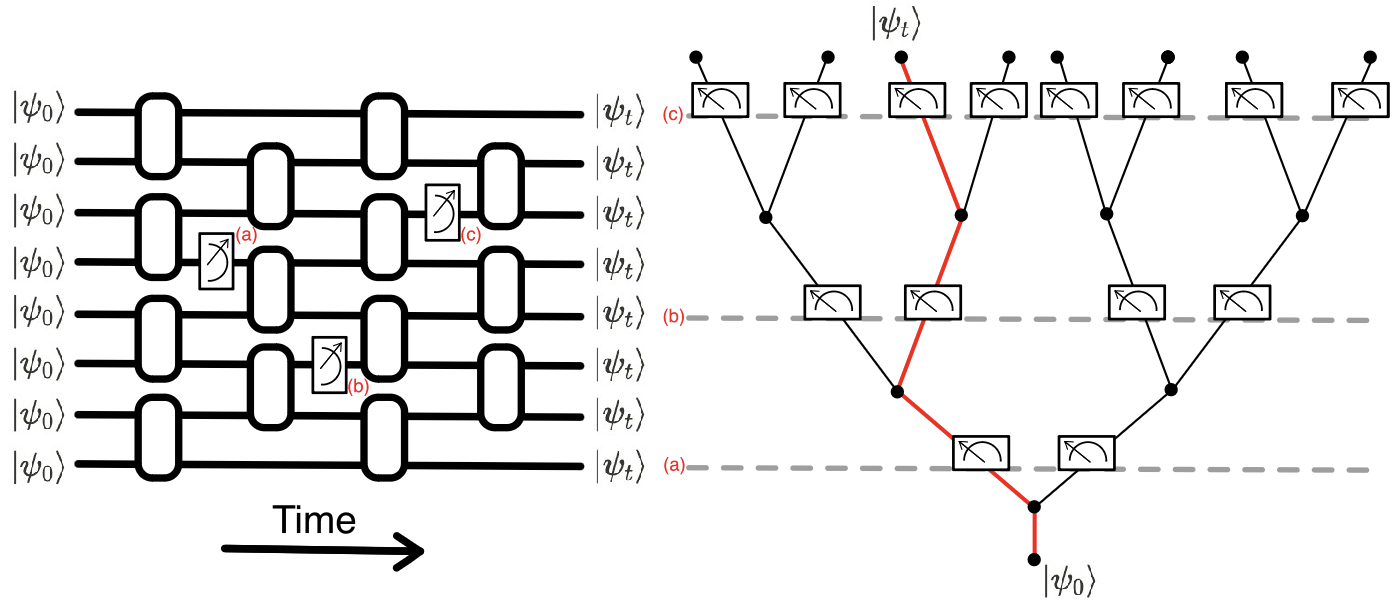
Aquesta figura mostra un diagrama d'un circuit quàntic (a l'esquerra) amb algunes mesures indicades per (a), (b) i (c). El diagrama de la dreta mostra la naturalesa estocàstica de les mesures en física quàntica, en què hi ha diferents resultats possibles per a cada mesura.

La derivació es pot basar en l'extremització d'una acció en combinació amb una prescripció de quantificació.  Aquesta prescripció de quantificació es pot comparar amb la quantificació canònica i la formulació integral del camí, i sovint es coneix com a quantització estocàstica o estocàstica de Nelson.  Com que la teoria permet una derivació de l'equació de Schrödinger, ha donat lloc a la interpretació estocàstica de la mecànica quàntica. Aquesta interpretació ha servit com a principal motivació per desenvolupar la teoria de la mecànica estocàstica. 
La primera teoria estocàstica relativament coherent de la mecànica quàntica va ser presentada pel físic hongarès Imre Fényes.  Louis de Broglie  es va sentir obligat a incorporar un procés estocàstic subjacent a la mecànica quàntica per fer que les partícules canviessin d'una ona pilot a una altra.  La teoria de la mecànica estocàstica s'atribueix a Edward Nelson, qui va descobrir de manera independent una derivació de l'equació de Schrödinger en aquest marc.   Aquesta teoria també va ser desenvolupada per Davidson, Guerra, Ruggiero, Pavon i altres. 

## Interpretació estocàstica de la mecànica quàntica
La interpretació estocàstica interpreta els camins de la formulació integral del camí de la mecànica quàntica com els camins de mostra d'un procés estocàstic.  Suposa que les partícules quàntiques es localitzen en un d'aquests camins, però els observadors no poden predir amb certesa on es localitza la partícula. L'única manera de localitzar la partícula és realitzant una mesura. Un observador només pot predir probabilitats dels resultats d'aquesta mesura basant-se en les seves mesures anteriors i el seu coneixement sobre les forces que actuen sobre la partícula.
Aquesta interpretació és ben coneguda pel context de la mecànica estadística,  i del moviment brownià en particular. Per tant, segons la interpretació estocàstica, la mecànica quàntica s'hauria d'interpretar d'una manera similar al moviment brownià.  Tanmateix, en el cas del moviment brownià, l'existència d'una mesura de probabilitat (anomenada mesura de Wiener  ) que defineix la integral del camí estadístic està ben establerta, i aquesta mesura es pot generar mitjançant un procés estocàstic anomenat procés de Wiener.  D'altra banda, provar l'existència d'una mesura de probabilitat que defineix la integral del camí de la mecànica quàntica s'enfronta a dificultats,   i no es garanteix que aquesta mesura de probabilitat pugui ser generada per un procés estocàstic. La mecànica estocàstica és el marc relacionat amb la construcció d'aquests processos estocàstics que generen una mesura de probabilitat per a la mecànica quàntica.
Per a un moviment brownià, se sap que les fluctuacions estadístiques d'una partícula browniana sovint són induïdes per la interacció de la partícula amb un gran nombre de partícules microscòpiques.     En aquest cas, la descripció d'un moviment brownià en termes del procés de Wiener només s'utilitza com a aproximació, que descuida la dinàmica de les partícules individuals en el fons. En canvi, descriu la influència d'aquestes partícules de fons pel seu comportament estadístic.
La interpretació estocàstica de la mecànica quàntica és agnòstica sobre l'origen de les fluctuacions quàntiques d'una partícula quàntica. Introdueix les fluctuacions quàntiques com a resultat d'una nova llei estocàstica de la naturalesa anomenada hipòtesi de fons.  Aquesta hipòtesi es pot interpretar com una implementació estricta de l'afirmació que "Déu juga als daus", però deixa oberta la possibilitat que aquest joc de daus sigui substituït per una teoria de variables oculta, com en la teoria del moviment brownià. 
La resta d'aquest article tracta de la definició d'aquest procés i la derivació de les equacions de difusió associades a aquest procés. Això es fa en un entorn general amb el moviment brownià i la mecànica quàntica com a límits especials, on s'obté respectivament l'equació de calor i l'equació de Schrödinger. La derivació es basa en gran manera en eines de la mecànica lagrangiana i el càlcul estocàstic.

## Quantització estocàstica
Els postulats de la mecànica estocàstica es poden resumir en una condició de quantització estocàstica que va ser formulada per Nelson.  Per a una teoria no relativista sobre {\displaystyle \mathbb {R} ^{n}} aquesta condició indica: 
- la trajectòria d'una partícula quàntica es descriu mitjançant la projecció real d'una semi-martingala complexa: {\displaystyle X(t)={\rm {Re}}[Z(t)]} amb {\displaystyle Z(t)=C(t)+M(t)}, on {\displaystyle C(t)} és un procés continu de variació finita i {\displaystyle M(t)} és una martingala complexa,
- la trajectòria extremitza estocàsticament una acció {\displaystyle S=\mathbb {E} \left[\int L\,dt\right]} ,
- la martingala {\displaystyle M(t)} és un procés continu amb increments independents i moments finits. A més, la seva variació quadràtica està fixada per la relació d'estructura {\displaystyle d[M^{i},M^{j}]={\frac {\alpha \,\hbar }{m}}\,\delta ^{ij}\,dt} on {\displaystyle m} és la massa de la partícula, {\displaystyle \hbar } la constant de Planck reduïda, {\displaystyle \alpha =|\alpha |e^{{\rm {i}}\phi }\in \mathbb {C} } és una constant adimensional i {\displaystyle \delta ^{ij}} és el delta de Kronecker, [19]
- el procés invers en el temps existeix i està sotmès a les mateixes lleis dinàmiques.

Utilitzant la descomposició {\displaystyle Z=X+{\rm {i}}\,Y}, i el fet que {\displaystyle C} té una variació finita, es troba que la variació quadràtica de {\displaystyle X} i {\displaystyle Y} està donat per
{\displaystyle {\begin{pmatrix}d[X^{i},X^{j}]&d[X^{i},Y^{j}]\\d[Y^{i},X^{j}]&d[Y^{i},Y^{j}]\end{pmatrix}}={\frac {|\alpha |\,\hbar }{2\,m}}\,\delta ^{ij}\,{\begin{pmatrix}1+\cos \phi &\sin \phi \\\sin \phi &1-\cos \phi \end{pmatrix}}\,dt}
Per tant, per la caracterització de Lévy del moviment brownià, {\displaystyle X(t)} i {\displaystyle Y(t)} descriure dos processos de Wiener correlacionats amb una deriva descrita pel procés de variació finita {\displaystyle C(t)}, una escala constant de difusió amb {\displaystyle |\alpha |\in [0,\infty )}, i una correlació en funció de l'angle {\displaystyle \phi }. Els processos estan màximament correlacionats en el límit quàntic, associat a {\displaystyle \phi \in \left\{-{\frac {\pi }{2}},{\frac {\pi }{2}}\right\}} i corresponent a {\displaystyle \alpha \in {\rm {i}}\times \mathbb {R} }, mentre que no estan correlacionats en el límit brownià, associat a {\displaystyle \phi \in \{0,\pi \}} i corresponent a {\displaystyle \alpha \in \mathbb {R} } ,
El terme quantització estocàstica per descriure aquest procediment de quantificació es va introduir a la dècada de 1970.  Avui en dia, la quantificació estocàstica es refereix més comunament a un marc desenvolupat per Parisi i Wu el 1981. En conseqüència, el procediment de quantificació desenvolupat en mecànica estocàstica de vegades també es coneix com a quantització o estocàstica estocàstica de Nelson. 

## Enllaç web
- Kompedium der Stochastischen Mechanik und Quantenmechanik (pdf/alemany)
- Compedium of stochastic mechanics and quantum mechanics (GitHub/anglès)